# Van Jones
Van Jones (Jackson, Tennessee, 20 de septiembre de 1968) fue Consejero Especial para empleos verdes, empresa e innovación en el Consejo de la Casa Blanca para Calidad Medioambienteal (CEQ) durante la presidencia de Barack Obama. 
Es un defensor del medio ambiente, activista de derechos civiles y abogado; y autor de best sellers del New York Times. Jones es presidente y fundador de Green For All (Verde Para Todos), una ONG estadounidense dedicada a "construir una economía verde inclusiva lo suficientemente fuerte para sacar a la gente de la pobreza." Su primer libro, The Green Collar Economy, lanzado el 7 de octubre de 2008 fue un superventas en EE. UU. Jones también fundó el Centro Ella Baker para los derechos humanos, una ONG californiana que trabaja para buscar alternativas a la violencia y el encarcelamiento.